# Zweites Glück
Zweites Glück (See You in the Morning) ist ein amerikanisches Filmdrama von Alan J. Pakula aus dem Jahr 1989.

## Handlung
Das Drama handelt von Beth Goodwin (Alice Krige), eine glücklich verheiratete Mutter zweier Kinder, die und mit einem Pianisten (David Dukes) zusammenlebt, und dem Psychiater Larry Livingstone (Jeff Bridges), welcher mit seiner Frau Jo (Farrah Fawcett) und zwei kleinen Kindern in New York lebt. Drei Jahre später wird Beths Ehemann Peter plötzlich in den Händen gelähmt und begeht Selbstmord, was Beth und die Kinder untröstlich zurücklässt. Larry wird von seiner Frau und seinen beiden Kindern, die seit der Trennung nach London gezogen sind, verlassen.
Larry lernt Beth auf einer Party kennen, die von Martin (George Hearn) und Sidney (Linda Lavin) veranstaltet wird, und fühlt sich sofort zu ihr hingezogen. Larry wird jedoch durch die Anwesenheit von Jo abgelenkt, die mit ihrer neuen Flamme, dem Schauspieler Jack (Mark La Mura), aufgetaucht ist. Am Ende des Abends geht er mit Beth nach Hause, wo er von ihren Kindern Cathy (Drew Barrymore) und Petey (Lukas Haas) empfangen wird.
Obwohl Jo's Mutter Neenie (Frances Sternhagen) ihm vorwirft, die Ehe mit Jo zu schnell aufgegeben zu haben, trifft sich Larry weiterhin mit Beth. Er stellt den Goodwins seine Kinder Robin (Heather Lilly) und Billy (Macaulay Culkin) vor, doch die beiden passen nicht gut zueinander. Robin wirft ihrem Vater vor, Jo durch Beth ersetzt zu haben, und eine geplante Hochzeit wird aufgrund der anhaltenden Reibereien verschoben. Sidney, Beths bester Freund, rät ihr, Larry noch eine Chance zu geben und erklärt, dass Liebe nicht immer perfekt ist, indem er das Beispiel von Martins einstigem Ehebruch anführt. Zur gleichen Zeit verkleidet sich Larry als Amor und überredet sie, ihn zu heiraten.
Beth macht sich bald Sorgen um ihre Zukunft, da sie befürchtet, dass Larry sie eines Tages verlassen wird, so wie Peter es getan hat. Larry schlägt vor, dass sie in eine andere Wohnung umziehen und erklärt, dass ihr derzeitiger Wohnsitz immer das Haus von Cathy und Peteys Vater sein wird. Beths Kinder sind gegen einen Umzug. Während Beth beruflich im Ausland ist, beginnt Tochter Cathy zu rebellieren und wird wegen Ladendiebstahls bei Bloomingdale's verhaftet. Larry fühlt sich weiterhin verletzlich gegenüber Jo, deren Mutter sich als sterbend herausstellt, was Jo dazu veranlasst, die Kinder bei Larry zu lassen.
Seit dem Tod von Neenie konzentriert sich Larry darauf, seine Ex-Frau und die Kinder zu trösten. Jo gesteht ihm, dass sie ihn immer noch liebt, was Larry verunsichert, was er tun soll. Er versichert Beth, dass er keinen Ehebruch begangen hat, obwohl er sich mit Jo verbunden fühlt. Cathy und Petey verwechseln Larrys und Beths Liebesnacht mit einem gewalttätigen Kampf. Sie befürchten, dass etwas Schlimmes passiert ist, was die Kinder erkennen lässt, wie sehr sie Larry eigentlich schätzen. Die ganze Familie beschließt, in ein neues Haus zu ziehen.

## Kritiken
Roger Ebert lobte in der Chicago Sun-Times vom 21. April 1989 die Leistungen der Schauspieler. Jeff Bridges wirke in seiner Rolle „gelassen“, Alice Krige sei eine „gute Wahl“ für die Rolle seiner zweiten Frau. Der Film gehört zu jenen Filmen, die das Publikum nicht „verschonen“ würden. Das Drehbuch sei derart „kompromisslos“, „fair“ und „intelligent“, dass die Zuschauer Schwierigkeiten haben würden, die Geschehnisse emotional zu verkraften.
Hal Hinson schrieb in der Washington Post vom 21. April 1989, der Regisseur und Drehbuchautor Alan J. Pakula sei eher an einer „vereinfachten“ Darstellung der psychologischen Aspekte als an derer Vertiefung interessiert. Die Gesichter der Darsteller würden wie steife Masken wirken, Jeff Bridges schaffe es jedoch manchmal, „authentische Emotionen“ zu zeigen.
Georg Seeßlen schrieb in seinem Buch Drew Barrymore, Drew Barrymore wirke im Film „krank“, „verstört“ und „unprofessionell“.

## Hintergrund
Der Film wurde in New York City gedreht. Er spielte in den Kinos der USA ca. 4,8 Millionen US-Dollar ein.